# Néstor Torres
Néstor Torres (25 d'abril de 1957, Mayagüez), és un intèrpret porto-riqueny de jazz (flauta) i de música lleugera, guanyador el 2000 del premi Grammy Llatí al millor àlbum de música instrumental pop pel seu treball "The Side of Paradise".

## Àlbums
- Mis Primeras Canciones - 1980
- Morning Ride - 1989
- Dance of the Phoenix - 1990
- Burning Whispers - 1994
- Talk to Me - 1996
- Treasures of the Heart - 1999
- This Side of Paradise - 2000
- Mi Alma Latina - 2002
- Sin Palabras - 2004
- Dances, Prayers & Meditations For Peace - 2006